# 공산당-노동자당 국제회의
공산당-노동자당 국제회의(영어: International Meeting of Communist and Workers' Parties, IMCWP러시아어: Международная встреча коммунистических и рабочих партий, 스페인어: Encuentro Internacional de Partidos Comunistas y Obreros, 중국어: 共产党和工人党国际会议)는 공산주의 국가의 집권당이나, 각국 공산당들의 국제적 연합체이다.

## 역사
공산당-노동자당 국제회의는 그리스 공산당이 1998년 각국의 공산당과 공산주의 운동을 통일적으로 지도하기 위해 설립하였다. 현재까지 총 21차례의 회의가 개최되었으며, 가장 최근에 열린 회의인 21차 국제회의는 그리스 공산당과 터키 공산당이 주최하였다.

## 가입정당
그리스
- 그리스 공산당

 러시아
- 소련 노동자공산당
- 소련 공산당

 미국
- 미국 공산당

 멕시코
- 멕시코 공산당
- 멕시코 인민사회당

 몰타
- 몰타 공산당

 네덜란드
- 네덜란드 신공산당

 방글라데시
- 방글라데시 노동당

 베네수엘라
- 베네수엘라 공산당

 스페인
- 스페인 공산당 (1973년)
- 스페인 노동자공산당
- 스페인 인민공산당

 시리아
- 시리아 공산당 (마르크스-레닌주의)

 세르비아
- 유고슬라비아 신공산당

 알바니아
- 알바니아 공산당

 영국
- 영국 공산당
- 영국 신공산당

 오스트리아
- 오스트리아 노동당

 오스트레일리아
- 호주 공산당

 아일랜드
- 아일랜드 공산당
- 아일랜드 노동자당

 이탈리아
- 이탈리아 공산당

 조선민주주의인민공화국
- 조선로동당

 쿠바
- 쿠바 공산당

 코스타리카
- 인민전위당

 콜롬비아
- 콜롬비아 무장혁명군

 튀르키예
- 터키 공산당

 캐나다
- 캐나다 공산당

 케냐
- 케냐 공산당

 팔레스타인
- 팔레스타인 공산당
- 팔레스타인 해방대중전선
- 팔레스타인 해방민주전선

 핀란드
- 핀란드 공산당 (마르크스-레닌주의)

 폴란드
- 폴란드 공산당

 프랑스
- 프랑스 혁명공산당

## 같이 보기
- 코민테른
- 코민포름